# Nikolai Bassarguín
Nikolai Vassílievitx Bassarguín (en rus: Николай Васильевич Басаргин) (1800, districte de Pokrovski, óblast de Vladímir, Imperi Rus - 1861, Moscou, Imperi Rus), fou un militar rus que participà en la revolta decabrista.
Bassarguín, fill de militar i membre de la noblesa, era tinent al Regiment dels Caçadors de la Guàrdia, alt conseller del quarter general del 2n Exèrcit, membre de la Societat del Benestar i de la Societat del Sud. Es casà amb la Princesa Maria Mikhailovna Meshxerskaia (morta el 1825) amb la qual tingué una filla. Formava part d'un grup de militars que havien descobert les idees il·lustrades d'Europa Occidental en la guerra contra Napoleó i el 14 de desembre del 1825 participà en una temptativa fallida de cop d'estat militar a Sant Petersburg per tal d'obtenir del futur tsar Nicolau I tot un seguit de reformes per abolir la servitud que patien els mugics, i una constitució que garantís la llibertat d'expressió i d'opinió. Fou detingut, com la resta de participants, i el tribunal que el condemnà el 1826 li imposà una pena de 20 anys de treballs forçats i desterrament de la Rússia europea, pena que fou reduïda a 15 anys el mateix any. El 22 d'agost del 1826, fou transferit a Sibèria, a la ciutat de Txità. Quan partí de Sant Petersburg estava malalt, però es recuperà i en les seves memòries reflecteix el viatge cap a Sibèria amb optimisme, lloant a la gent que trobà i als paisatges.
El 7 de març de 1827, fou transferit a la fàbrica siderúrgica de la ciutat de Petrovsk-Zabaikalski on s'explotaven les mines de ferro. Al setembre de 1830, es beneficià d'una rebaixa de pena de 10 anys. Fou alliberat per decret del 14 de desembre de 1835 i dirigit a un assentament a la ciutat de Turinsk, província de Tobolsk. El 1839 es casà amb Maria Eliseevna Mavrina (1821-1846), amb la qual tingueren dos fills que moriren prest. El 1841 fou transferit a Kurgan i el 1842 li concediren una plaça al servei civil del govern. El 1846 ocupà una plaça al servei de fronteres a la ciutat d'Omsk. El març de 1847 es casà a Omsk amb Olga I. Medvedev (1815-1866) la germana gran del químic Dmitri Mendeléiev, autor de la primera taula periòdica, vídua del comerciant Ivan Petrovitx Medvedev i mort el 1842. Bassarguín coneixia Olga perquè amb els seus amics visitava assíduament els Mendeléiev car tenien una casa confortable amb una rica biblioteca a Tobolsk. De Bassarguín i els seus companys decabristes Dmitri Mendeléiev descobrí les idees liberals, aprengué ciències naturals i li quedà la idea que «tot en el món és ciència». Fou amnistiat el 22 d'agost de 1856 i pogué retornar a la Rússia europea. Residí en diferents indrets i morí a Moscou.